# Edivaldo Hermoza
Edivaldo Hermoza (sinh ngày 17 tháng 11 năm 1985) là một cầu thủ bóng đá người Bolivia.

## Đội tuyển bóng đá quốc gia Bolivia
Edivaldo Hermoza thi đấu cho đội tuyển bóng đá quốc gia Bolivia từ năm 2011 đến 2013.

## Thống kê sự nghiệp
| Đội tuyển bóng đá Bolivia | Đội tuyển bóng đá Bolivia | Đội tuyển bóng đá Bolivia |
| Năm                       | Trận                      | Bàn                       |
| ------------------------- | ------------------------- | ------------------------- |
| 2011                      | 8                         | 1                         |
| 2012                      | 0                         | 0                         |
| 2013                      | 3                         | 0                         |
| Tổng cộng                 | 11                        | 1                         |